# Phreatogammarus propinquus
Phreatogammarus propinquus är en kräftdjursart som beskrevs av Charles Chilton 1907. Phreatogammarus propinquus ingår i släktet Phreatogammarus och familjen Phreatogammaridae. Inga underarter finns listade i Catalogue of Life.